# Yasuzō Nojima
Yasuzō Nojima (野島 康三 Nojima Yasuzō?, 1889-1964) fue un renombrado fotógrafo japonés. Es particularmente conocido por sus trabajos de desnudos naturales "no idealizados" con mujeres japonesas, realizados tanto en el estilo pictorialista como modernista.
Nojima empezó sus estudios en la Universidad de Keiō en 1906, y dos años después comenzó con la fotografía. Entre 1915 y 1920 gestionó una galería, la Casa de fotografía "Misaka", donde organizó su primera exposición universal en 1920. Por la misma época también abrió la Galería "Kabutoya Gado", que estaba ligada con el movimiento literario shirakaba-ha. Más adelante, Nojima también gestionó otros muchos estudios de fotografía, como el Estudio de fotografía "Nonomiya" y el "Nojima Tei".
En 1928 se convirtió en miembro de la Sociedad Fotográfica Japonesa.